# Хара-Биркинське сільське поселення
Ха́ра-Би́ркинське сільське поселення (рос. Хара-Быркинское сельское поселение) — сільське поселення у складі Олов'яннинського району Забайкальського краю Росії.
Адміністративний центр та єдиний населений пункт — село Хара-Бирка.

## Населення
Населення сільського поселення становить 383 особи (2019; 568 у 2010, 696 у 2002).